# Берлин (Нью-Гэмпшир)
Берлин  (англ. Berlin) — город, расположенный вдоль реки Андроскоггин в округе Коос штата Нью-Гэмпшир. По итогам переписи 2000 года численность населения составила 10 331 человек (вместе с деревней Cascade). Город находится на границе национального парка Белые горы.
Эмигрантами из Белоруссии в городе была основана русская православная Свято-Воскресенская церковь, которая в настоящее время закрыта из-за отсутствия общины.

## Знаменитые горожане
- Эрл Сайлас Таппер (1907—1983), основатель фирмы Tupperware.
- Майкл Дюрант (23 июля 1961), пилот, участник Сражения в Могадишо

## Образование
- New Hampshire Community Technical Colleges
- Granite State College
- Berlin High School
- Berlin Junior High School
- Bartlett School
- Hillside Elementary School
- Brown School